# Noriko Kariya
Noriko Ann Kariya, född 12 juni 1979 i Vancouver i British Columbia, är en kanadensisk boxare. Hon är syster till ishockeyspelarna Steve, Martin och  Paul Kariya.
Noriko Kariya debuterade som professionell boxare 2005.